# Rörnosade fiskar
Rörnosade fiskar (Syngnathiformes) är en ordning i klassen benfiskar. De skiljer sig i utseende mycket från andra fiskarter. De har oftast en långsträckt kropp och benplattor i huden. Alla arter saknar tänder och har en rörformig nos för att suga upp födan. En av de mest kända djurgrupperna i ordningen är sjöhästar.
Vissa zoologer listar djurgruppen som underordning till ordningen spiggartade fiskar. Gruppen får där det vetenskapliga namnet Syngnathoidei.

## Systematik
Ordningen består beroende på taxonomin av 5 till 7 familjer.
- Pegasfiskar (Pegasidae)
- Solenostomidae
- Kantnålsfiskar (Syngnathidae)
- Trumpetfiskar (Aulostomidae)
- Pipfiskar (Fistulariidae)
- Macroamphosidae
- Rakknivsfiskar (Centriscidae)